# Newtonpolygon
In der Mathematik ist das Newtonpolygon ein Werkzeug zur Untersuchung von Polynomen.

## Definition
Es sei
{\displaystyle P(x,y)=\sum _{i,j}a_{ij}x^{i}y^{j}}

Das Newtonpolygon von ist die konvexe Hülle von (2,3), (1,2) und (3,1), der Punkt (2,2) liegt im Inneren.

ein Polynom in zwei Variablen x und y. Dann ist das Newtonpolygon von P die konvexe Hülle von
{\displaystyle \left\{(i,j)\in \mathbb {R} ^{2}:a_{ij}\not =0\right\}}.
Analog kann man ein Newtonpolytop für Polynome in mehr als zwei Variablen definieren. Die Definition lässt sich verallgemeinern auf Polynome mit Koeffizienten in einem bewerteten Körper.

## Anwendungen
Newtonpolygone werden in der Analysis bei der Lösung nicht-linearer Gleichungssysteme, in der Zahlentheorie bei der Faktorisierung von Polynomen über lokalen Körpern und in der Topologie bei der Konstruktion von Knoteninvarianten verwendet.